# Odi profanum vulgus
Odi profanum vulgus, et arceo es una locución latina que, traducida literalmente, significa "odio al vulgo ignorante [y me alejo de él]. (Horacio, Carmina 3, 1, 1 )
El significado se remonta de la lectura de Carmina, donde el poeta muestra su desprecio hacia el hombre del pueblo, que considera profano e ignorante y que no llega a apreciar la belleza de la poesía.